# Бёрнс, Адам
Адам Бёрнс (англ. Adam Byrnes, родился 29 июля 1981 года в Сиднее) — австралийский и российский регбист, выступавший за сборную России.

## Карьера

### Клубная
Учась в Ньюуинтонгском колледже на юриста, Адам занялся профессионально регби, выступая за команду колледжа с 1987 по 1999 годы. Выступал в Кельтской лиге и Кубке Хейнекен за команду «Ленстер», в 2007 году провёл семь матчей в «Сидней Флит». В 2009 году перешёл в «Квинсленд Редс», в составе которых отыграл в 2009 году 11 из 13 встреч, а в следующем году ещё 7. В 2011 году он был приглашён в «Мельбурн Ребелс».
В 2012 году в самом начале регбийного сезона в Австралии Адам Бёрнс во время матча против «Уаратаз» покалечил игрока соперников Тома Картера, угодив ему пальцами в глаза. Бёрнс был дисквалифицирован на несколько встреч, но подал апелляцию и сумел добиться отмены решения, назвав заявление Картера о полученной «серьёзной» травме нелепым. Организаторы Кубка Трёх Наций САНЗАР подали в суд на Бёрнса, который приговорил регбиста к штрафу в размере 7500 долларов США, но Бёрнс сумел обжаловать и это решение.
В середине 2012 года Бёрнс покинул расположение клуба, а из-за травмы спины пропустил весь сезон 2012/2013.

### В сборной
Адам Бёрнс стал игроком сборной России благодаря своим русским корням, что требуется по правилам Международного совета регби. В частности, мать Адама — русская по национальности, равно как и все родственники Адама по материнской линии. Дебют Адама состоялся на чемпионате мира 2011 года в Новой Зеландии: предварительно Адама отобрали в список 50 кандидатов, в котором он удержался после исключения почти половины игроков. Адам провёл четыре матча группового этапа, которые российская сборная всё же проиграла, но вместе с тем Бёрнс заявил, что готов сыграть за сборную России и на следующем чемпионате мира. В 2012 году Адам дебютировал на Кубке европейских наций в Румынии. Из-за травмы спины он пропустил зимние сборы в ЮАР.

## Личная жизнь
По материнской линии у Адама полностью русские корни: его мать происходит из семьи Щербаковых, которая после Октябрьской революции уехала в Европу, а после Второй мировой войны эмигрировала в Австралию. Оставшиеся в России члены семьи Щербаковых погибли во время Великой Отечественной войны. Благодаря бабушке, дедушке и матери Адам в детстве говорил по-русски, но в настоящий момент он его почти не помнит.
По образованию он квалифицированный юрист, специализируется на иммиграционном праве и руководит организацией по вопросам иммиграции Opening Australia. Одним из его хобби является рыбалка.
Адам встречался некоторое время с австралийской пловчихой Софи Эдингтон. В регбийном мире Адам был известен благодаря своей бороде, однако по просьбе Софи вынужден был сбрить бороду. В новом облике он присутствовал на свадьбе князя Монако Альбера II.